# Carolina Beatriz Ângelo
Carolina Beatriz Ângelo (São Vicente, Guarda, 16 april 1878 – Lissabon, 3 oktober 1911) was een Portugese arts en feministe. Zij was de eerste vrouw die in Portugal stemde, ter gelegenheid van de verkiezingen van de grondwetgevende vergadering in 1911.

## Jeugd en opleiding
Carolina Beatriz Ângelo werd geboren op 16 april 1878 in São Vicente, in de gemeente Guarda, als dochter van Viriato António Ângelo en Emília Clementina de Castro Barreto. Ze groeide op in een liberaal gezin.  Haar middelbare schoolopleiding deed ze aan het Guarda lyceum (Liceu da Guarda).  Ângelo haalde haar artsexamen op de Escola Médico-Cirúrgica (Lissabon) in 1902. Datzelfde jaar trouwde zij met Januário Gonçalves Barreto Duarte, arts, republikeinse activist en een van de oprichters van de Portugese Voetbal Associatie.
In 1903 presenteerde ze haar inaugurele these 'Genitale Prolapsen (Aantekeningen)' {Prolapsos Genitaes (Apontamentos)}" . Ze werd de eerste Portugese vrouwelijke chirurg, een opmerkelijke prestatie in de sterk seksistische tendens van die tijd. Ze zou de eerste Portugese vrouw worden die opereerde in het Hospital São José (Lissabon). Ze vestigde zich ook  als vrouwenarts met een privépraktijk in het centrum van Lissabon.

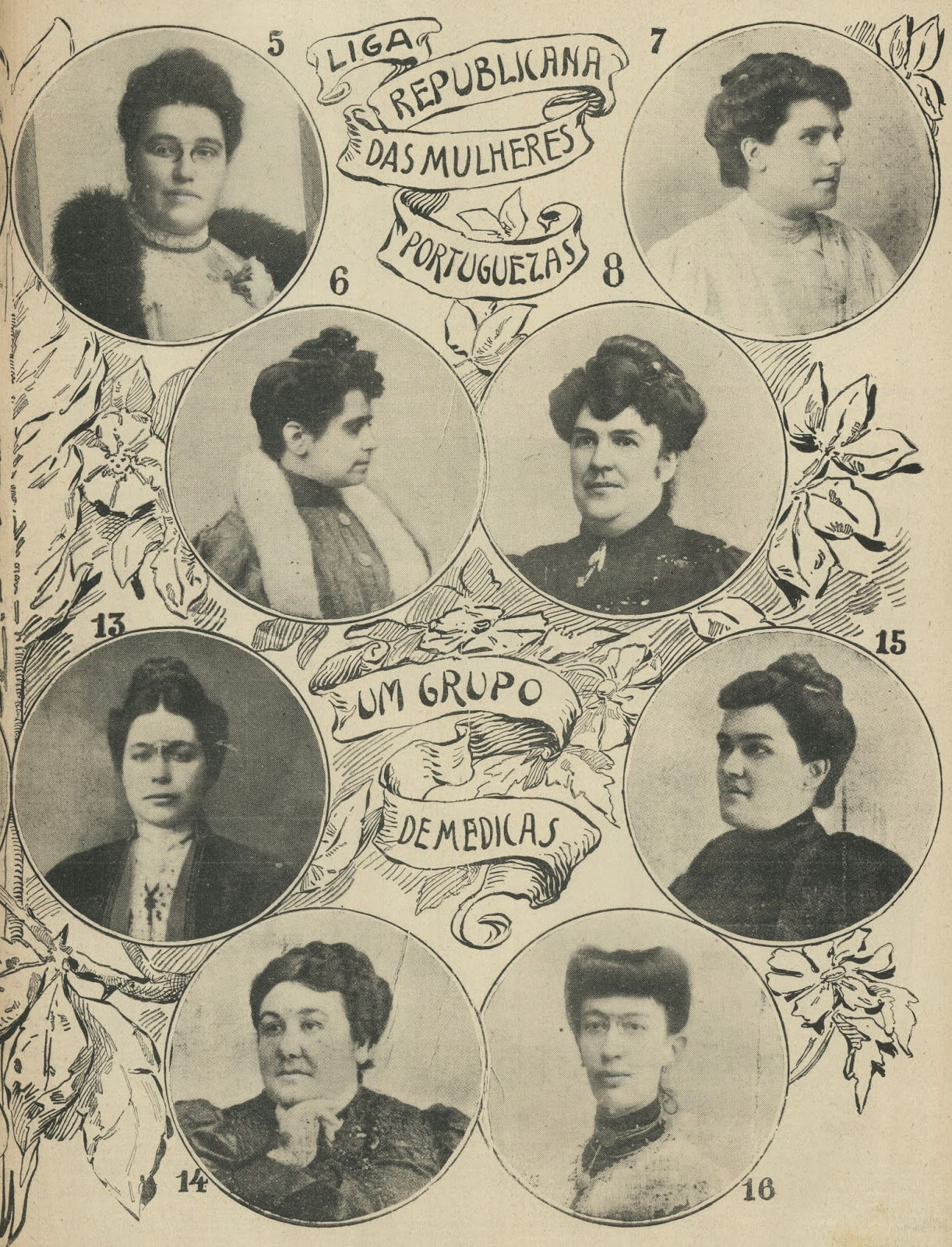
Uit het tijdschrift O Século over de suffragettes van de Portugese Republikeinse Vrouwenliga, gepubliceerd op 12 mei 1910. 5 - Ana de Castro Osório; 6 - Maria Velela; 7 - Beatriz Paes Pinheiro de Lemos; 8 - Maria Clara Correia Alves; 13 - Sofia Quintino; 14 - Adeleide Cabete; 15 - Carolina Beatriz Ângelo; 16- Maria do Carmo Joaquina Lopes

## Feminisme
In de laatste jaren van de 19e eeuw en het begin van de  20e eeuw was de republikeinse, vrijmetselaars- en feministische ideologie wijd verspreid onder de liberale bourgeoisie van Lissabon. Dit raakte Beatriz Ângelo ook. Haar activisme in vrouwenrechtenorganisaties begon in 1906 bij het Portugese Comité van de Franse vereniging La Paix et le Désarmement par les Femmes, een vereniging die tot doel had oorlogsconflicten op te lossen door middel van dialoog.  In 1907 was ze deel van de Portugese groep feministische studies, geleid door Ana de Castro Osório. Ze werd lid van de vrijmetselarij, in de Loge Humanidade (alleen voor vrouwen in die periode).
In 1909 maakte ze deel uit van de groep vrouwen die de Portugese Republikeinse Vrouwenbond oprichtte, verdediger van republikeinse idealen, vrouwenkiesrecht, het recht op echtscheiding, het onderwijs aan kinderen en gelijke rechten en plichten voor mannen en vrouwen.  Een jaar later zou haar echtgenoot Januário Barreto sterven aan  tuberculose.
Op 5 oktober 1910 vond de staatsgreep plaats die leidde tot de oprichting van de Eerste Portugese Republiek. Beatriz Ângelo en Adelaide Cabete waren verantwoordelijk voor het in het geheim vervaardigen van de rood-groene vlaggen, symbool van de succesvolle revolutie. Kort daarna was ze betrokken bij de oprichting van de Associação de Propaganda Feminista (Vereniging van feministische propaganda). Deze vereniging leidde tot de splitsing van de Portugese Republikeinse Vrouwenbond vanwege verschillen van mening over het vrouwenkiesrecht. In het kader van deze vereniging richtte ze een school voor vrouwelijke verpleegkundigen op.

## Vrouwenkiesrecht
In heel Europa en daarbuiten hadden suffragettes het vrouwenkiesrecht opgeëist. In Europa was Finland het eerste land in Europa dat in 1911 het vrouwenkiesrecht erkende. De eerste kieswet van de Portugese Republiek erkende het stemrecht voor Portugese staatsburgers (“todos os portugueses") ouder dan 21 jaar, die konden lezen en schrijven en die gezinshoofden waren. Carolina Ângelo zag in de formulering van de wet de mogelijkheid om deze in haar voordeel te gebruiken, aangezien het geslacht van de kiesgerechtigde niet gespecificeerd werd. Ze richtte zich tot de voorzitter van de volkstellingcommissie in haar wijk in Lissabon met een verzoek om opgenomen te worden in het kiezersregister. Na afwijzing van haar verzoek ging ze in beroep bij de rechtbank. Op 28 april 1911 sprak rechter João Baptista de Castro het vonnis uit dat de geschiedenis zou ingaan: "Vrouwen uitsluiten (...) alleen omdat ze vrouwen zijn (...) is gewoon absurd en slecht en in tegenstelling tot de ideeën van democratie en rechtvaardigheid afgekondigd door de Republikeinse Partij. (…) Waar de wet geen onderscheid maakt, kan de rechter geen onderscheid maken (…) en beveel ik de eiser op te nemen in het kiezersregister. ». Curieus detail is dat deze rechter de vader was van Beatriz Ângelo's soul mate, activiste Ana de Castro Osório.

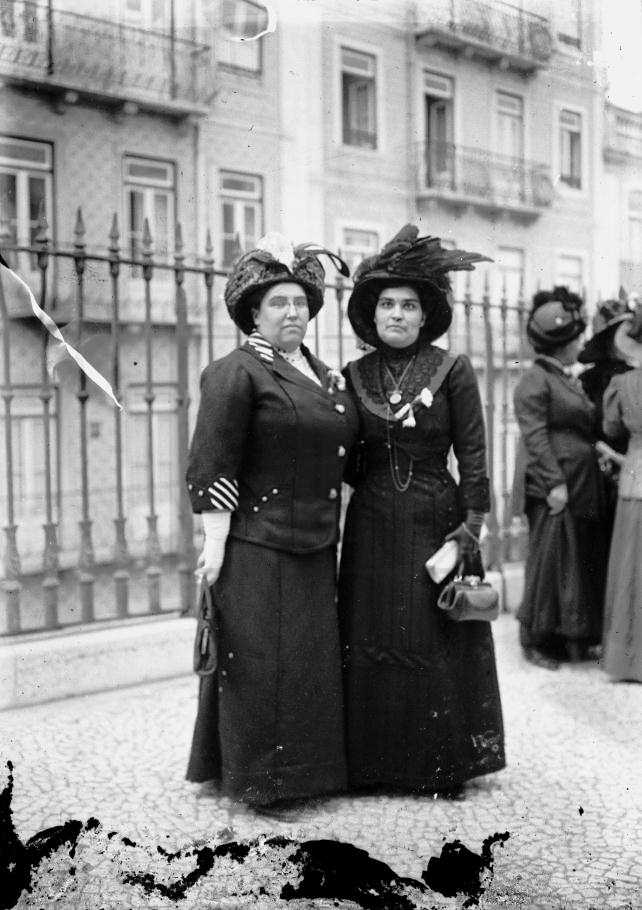
Carolina Beatriz Ângelo, de eerste vrouwelijke kiezer in Portugal, en Ana de Castro Osório, voorzitster van de Portugese Republikeinse Vrouwenbond. Foto gepubliceerd in de krant O Século door Joshua Benoliel (1911)

Zo werd Carolina Beatriz Ângelo op 28 mei 1911 bij de verkiezingen voor de grondwetgevende vergadering de eerste Portugese vrouw die het stemrecht uitoefende. De zaak wordt in Portugal breed uitgemeten en ze wordt vanuit verschillende landen over de hele wereld gefeliciteerd, onder andere in het Nederlandse Maandblad van de Vereeniging voor Vrouwenkiesrecht.
Haar actie zou onmiddellijk gevolg hebben: De daarna veranderde kieswet van 1913 stelde dat «kiezers van wetgevende functies mannelijke Portugese burgers zijn ... ». Portugese vrouwen zouden tot 1931 moeten wachten om stemrecht te krijgen, met beperkingen. Pas in 1974, na de Anjerrevolutie, zouden alle beperkingen op het vrouwenkiesrecht worden afgeschaft.

## Levenseinde
Carolina Beatriz Ângelo overleed op 3 oktober 1911. Ze werd begraven op het Cemitério dos Prazeres in Lissabon.